# Matt Brown
Matthew Burton Brown (Jamestown, Ohio; 10 de enero de 1981) es un artista marcial mixto retirado estadounidense que compite en la categoría de peso wélter en UFC. Matt es un profesional desde el 2004 y ganó la temporada 7 de The Ultimate Fighter.

## Carrera en artes marciales mixtas
Brown se graduó en Greeneview High School en Jamestown, Ohio después de haber competido en el culturismo y el boxeo. Antes de comenzar a entrenar en las artes marciales mixtas, era adicto a las drogas y la bebida. Su apodo de "El inmortal" se lo pusieron sus amigos después de haber sobrevivido a una sobredosis de heroína.
El 9 de febrero de 2007, en Kennesaw, Georgia. Brown ganó el campeonato wélter de ISCF de la Costa Este.

### Ultimate Fighting Championship
Brown se enfrentó a Seth Baczynski el 19 de noviembre de 2011 en UFC 139. Brown perdió la pelea por sumisión en la segunda ronda.
Brown se enfrentó a Chris Cope el 4 de febrero de 2012 en UFC 143. Brown ganó la pelea por nocaut técnico en la segunda ronda.
Brown se enfrentó a Stephen Thompson el 21 de abril de 2012 en UFC 145. Brown ganó la pelea por decisión unánime.
Brown se enfrentó a Luis Ramos el 22 de junio de 2012 en UFC on FX 4. Brown ganó la pelea por nocaut técnico en la segunda ronda.
Brown se enfrentó a Mike Swick el 8 de diciembre de 2012 en UFC on Fox 5. Brown ganó la pelea por nocaut en la segunda ronda.
Brown se enfrentó a Jordan Mein el 20 de abril de 2013 en UFC on Fox 7. Brown ganó la pelea por nocaut técnico en la segunda ronda. Tras el evento, ambos peleadores ganaron el premio a la Pelea de la Noche.
Brown se enfrentó a Mike Pyle el 17 de agosto de 2013 en UFC Fight Night 26. Brown ganó la pelea por nocaut en la primera ronda, ganando el premio al KO de la Noche.
Brown se enfrentó a Erick Silva el 10 de mayo de 2014 en UFC Fight Night 40. Brown ganó la pelea por nocaut técnico en la tercera ronda. Tras el evento, ambos peleadores ganaron el premio a la Pelea de la Noche y Brown obtuvo la Actuación de la Noche.
Brown se enfrentó a Robbie Lawler el 26 de julio en UFC on Fox 12. Brown perdió la pelea por decisión unánime. Tras el evento, ambos peleadores obtuvieron el premio a la Pelea de la Noche.
El 14 de marzo de 2015, Brown se enfrentó a Johny Hendricks en UFC 185. Brown perdió la pelea por decisión unánime.
El 11 de julio de 2015, Brown se enfrentó a Tim Means en UFC 189. Brown ganó la pelea por sumisión en la primera ronda.
Brown se enfrentó a Demian Maia el 14 de mayo de 2016 en UFC 198. Brown perdió la pelea por sumisión en la tercera ronda.
Brown se enfrentó a Jake Ellenberger el 30 de julio de 2016 en el UFC 201.Brown perdió la pelea por TKO en el primer asalto.
Brown se enfrentó a Donald Cerrone el 10 de diciembre de 2016 en el UFC 206. Brown perdió la pelea por KO en el tercer asalto.
El 11 de noviembre de 2017, Brown se enfrentó a Diego Sánchez en el evento UFC Fight Night: Poirier vs. Pettis. Brown ganó la pelea por nocaut en el tercer asalto.
Brown se enfrentó a Ben Saunders el 14 de diciembre de 2019 en el evento UFC 245. Brown ganó el combate por TKO en la segunda ronda.
El 16 de mayo de 2020,Brown se enfrentó a Miguel Baeza en UFC on ESPN: Overeem vs. Harris. Perdió el combate por KO en el segundo asalto.
El 16 de enero de 2021, Brown se enfrentó a Carlos Condit en UFC on ABC: Holloway vs. Kattar. Perdió el combate por decisión unánime.
Brown se enfrentó a Dhiego Lima el 19 de junio de 2021 en el evento UFC on ESPN: The Korean Zombie vs. Ige. Ganó el combate por KO en el segundo asalto.
El 26 de marzo de 2022, Brown se enfrentó a Bryan Barberena en el evento UFC Fight Night: Blaydes vs. Daukaus. Perdió el combate por decisión dividida con los puntajes (29-28, 28-29, 29-28) en su contra.

## Vida personal
Matt y su esposa Colleen, tuvieron dos niños gemelos el 8 de octubre de 2010. Antes de ser peleador profesionalmente, Brown era entrenador personal.

## Campeonatos y logros
- Ultimate Fighting Championship
  - Pelea de la Noche (tres veces)
  - KO de la Noche (una vez)
  - Actuación de la Noche (una vez)

- Sherdog
  - Equipo más Violento (2012)[26]
  - Equipo más Violento (2013)[27]

- International Sport Combat Federation
  - Campeonato de Peso Wélter East Coast (una vez)

## Récord en artes marciales mixtas
| Récord profesional | Récord profesional | Récord profesional |
| 43 peleas          | 24 victorias       | 19 derrotas        |
| ------------------ | ------------------ | ------------------ |
| Nocaut             | 16                 | 3                  |
| Sumisión           | 6                  | 10                 |
| Decisión           | 2                  | 6                  |

| Resultado | Récord | Oponente         | Método                               | Evento                                 | Fecha                    | Ronda | Tiempo | Localización                                  | Notas                                                 |
| --------- | ------ | ---------------- | ------------------------------------ | -------------------------------------- | ------------------------ | ----- | ------ | --------------------------------------------- | ----------------------------------------------------- |
| Victoria  | 24-19  | Court McGee      | KO (puñetazo)                        | UFC on ABC: Rozenstruik vs. Almeida    | 13 de mayo de 2023       | 1     | 4:09   | Charlotte, Carolina del Norte, Estados Unidos |                                                       |
| Derrota   | 23-19  | Bryan Barberena  | Decisión (dividida)                  | UFC Fight Night: Blaydes vs. Daukaus   | 26 de marzo de 2022      | 3     | 5:00   | Columbus, Ohio                                | Pelea de la Noche                                     |
| Victoria  | 23–18  | Dhiego Lima      | KO (puñetazo)                        | UFC on ESPN: The Korean Zombie vs. Ige | 19 de junio de 2021      | 2     | 3:02   | Enterprise, Nevada                            |                                                       |
| Derrota   | 22–18  | Carlos Condit    | Decisión (unánime)                   | UFC on ABC: Holloway vs. Kattar        | 16 de enero de 2021      | 3     | 5:00   | Abu Dhabi                                     |                                                       |
| Derrota   | 22–17  | Miguel Baeza     | KO (golpe)                           | UFC on ESPN: Overeem vs. Harris        | 16 de mayo de 2020       | 2     | 0:18   | Jacksonville, Florida                         |                                                       |
| Victoria  | 22–16  | Ben Saunders     | TKO (codazos y golpes)               | UFC 245                                | 14 de diciembre de 2019  | 2     | 4:55   | Paradise, Nevada                              |                                                       |
| Victoria  | 21–16  | Diego Sánchez    | KO (codazo)                          | UFC Fight Night: Poirier vs. Pettis    | 11 de noviembre de 2017  | 1     | 3:45   | Norfolk, Virginia, Estados Unidos             | Desempeño de la Noche. KO de la Noche.                |
| Derrota   | 20–16  | Donald Cerrone   | KO (patada a la cabeza)              | UFC 206                                | 10 de diciembre de 2016  | 3     | 0:34   | Toronto, Ontario, Canadá                      |                                                       |
| Derrota   | 20–15  | Jake Ellenberger | TKO (patada al cuerpo y golpes)      | UFC 201                                | 30 de julio de 2016      | 1     | 3:14   | Atlanta, Georgia, Estados Unidos              |                                                       |
| Derrota   | 20–14  | Demian Maia      | Sumisión (rear-naked choke)          | UFC 198                                | 14 de mayo de 2016       | 3     | 4:31   | Curitiba, Brasil                              |                                                       |
| Victoria  | 20–13  | Tim Means        | Sumisión (guillotine choke)          | UFC 189                                | 11 de julio de 2015      | 1     | 4:44   | Las Vegas, Nevada, Estados Unidos             |                                                       |
| Derrota   | 19–13  | Johny Hendricks  | Decisión (unánime)                   | UFC 185                                | 14 de marzo de 2015      | 3     | 5:00   | Dallas, Texas, Estados Unidos                 |                                                       |
| Derrota   | 19–12  | Robbie Lawler    | Decisión (unánime)                   | UFC on Fox: Lawler vs. Brown           | 26 de julio de 2014      | 5     | 5:00   | San José, California, Estados Unidos          | Eliminatoria por el título. Pelea de la Noche.        |
| Victoria  | 19–11  | Erick Silva      | TKO (golpes)                         | UFC Fight Night: Brown vs. Silva       | 10 de mayo de 2014       | 3     | 2:11   | Cincinnati, Ohio, Estados Unidos              | Pelea de la Noche. Actuación de la Noche.             |
| Victoria  | 18–11  | Mike Pyle        | KO (golpes)                          | UFC Fight Night: Shogun vs. Sonnen     | 17 de agosto de 2013     | 1     | 0:29   | Boston, Massachusetts, Estados Unidos         | KO de la Noche.                                       |
| Victoria  | 17–11  | Jordan Mein      | TKO (golpes y codazos)               | UFC on Fox: Henderson vs. Melendez     | 20 de abril de 2013      | 2     | 1:00   | San José, California, Estados Unidos          | Pelea de la Noche.                                    |
| Victoria  | 16–11  | Mike Swick       | KO (golpes)                          | UFC on Fox: Henderson vs. Diaz         | 8 de diciembre de 2012   | 2     | 2:31   | Seattle, Washington, Estados Unidos           |                                                       |
| Victoria  | 15–11  | Luis Ramos       | TKO (rodillazos y golpes)            | UFC on FX: Maynard vs. Guida           | 22 de junio de 2012      | 2     | 4:20   | Atlantic City, Nueva Jersey, Estados Unidos   |                                                       |
| Victoria  | 14–11  | Stephen Thompson | Decisión (unánime)                   | UFC 145                                | 21 de abril de 2012      | 3     | 5:00   | Atlanta, Georgia, Estados Unidos              |                                                       |
| Victoria  | 13–11  | Chris Cope       | TKO (golpes)                         | UFC 143                                | 4 de febrero de 2012     | 2     | 1:19   | Las Vegas, Nevada, Estados Unidos             |                                                       |
| Derrota   | 12–11  | Seth Baczynski   | Sumisión (guillotine choke)          | UFC 139                                | 19 de noviembre de 2011  | 2     | 0:42   | San José, California, Estados Unidos          |                                                       |
| Victoria  | 12–10  | John Howard      | Decisión (unánime)                   | UFC Live: Kongo vs. Barry              | 26 de junio de 2011      | 3     | 5:00   | Pittsburgh, Pensilvania, Estados Unidos       |                                                       |
| Derrota   | 11–10  | Brian Foster     | Sumisión (guillotine choke)          | UFC 123                                | 20 de noviembre de 2010  | 2     | 2:11   | Auburn Hills, Míchigan, Estados Unidos        |                                                       |
| Derrota   | 11–9   | Chris Lytle      | Sumisión (triangle armbar invertido) | UFC 116                                | 3 de julio de 2010       | 2     | 2:02   | Las Vegas, Nevada, Estados Unidos             |                                                       |
| Derrota   | 11–8   | Ricardo Almeida  | Sumisión (rear-naked choke)          | UFC 111                                | 27 de marzo de 2010      | 2     | 3:30   | Newark, Nueva Jersey, Estados Unidos          |                                                       |
| Victoria  | 11–7   | James Wilks      | TKO (golpes)                         | UFC 105                                | 14 de noviembre de 2009  | 3     | 2:27   | Mánchester, Inglaterra                        |                                                       |
| Victoria  | 10–7   | Pete Sell        | TKO (golpes)                         | UFC 96                                 | 7 de marzo de 2009       | 1     | 1:32   | Columbus, Ohio, Estados Unidos                |                                                       |
| Victoria  | 9–7    | Ryan Thomas      | Sumisión (armbar)                    | UFC 91                                 | 15 de noviembre de 2008  | 2     | 0:57   | Las Vegas, Nevada, Estados Unidos             |                                                       |
| Derrota   | 8–7    | Dong-Hyun Kim    | Decisión (dividida)                  | UFC 88                                 | 6 de septiembre de 2008  | 3     | 5:00   | Atlanta, Georgia, Estados Unidos              |                                                       |
| Victoria  | 8–6    | Matt Arroyo      | TKO (golpes)                         | The Ultimate Fighter 7 Finale          | 21 de junio de 2008      | 2     | 3:40   | Las Vegas, Nevada, Estados Unidos             |                                                       |
| Derrota   | 7–6    | Chris Lytle      | Sumisión (guillotine choke)          | United Fight League                    | 11 de agosto de 2007     | 2     | 2:49   | Indianápolis, Indiana, Estados Unidos         |                                                       |
| Victoria  | 7–5    | Dan Kolbasowski  | Sumisión (armbar)                    | FightFest: Black and Blues Tour        | 6 de julio de 2007       | 1     | 1:37   | Cleveland, Ohio, Estados Unidos               |                                                       |
| Derrota   | 6–5    | Daniel Moraes    | Sumisión (armbar)                    | GFC: Evolution                         | 19 de mayo de 2007       | 1     | 2:32   | Columbus, Ohio, Estados Unidos                |                                                       |
| Derrota   | 6–4    | Jesse Chilton    | Sumisión (arm-triangle choke)        | Next Level Fighting 8                  | 10 de marzo de 2007      | 3     | 3:23   | Steubenville, Ohio, Estados Unidos            |                                                       |
| Victoria  | 6–3    | Douglas Lima     | TKO (golpes)                         | ISCF: Invasion                         | 9 de febrero de 2007     | 2     | 2:50   | Kennesaw, Georgia, Estados Unidos             | Ganó el Campeonato de Peso Wélter de ISCF East Coast. |
| Victoria  | 5–3    | Matt Arroyo      | TKO (golpes)                         | Real Fighting Championships 7          | 4 de noviembre de 2006   | 2     | 1:54   | Tampa, Florida, Estados Unidos                |                                                       |
| Victoria  | 4–3    | Jason Nickoson   | Sumisión (triangle choke)            | FightFest 8                            | 20 de octubre de 2006    | 1     | 0:51   | Cleveland, Ohio, Estados Unidos               |                                                       |
| Derrota   | 3–3    | Chris Liguori    | Sumisión (rear-naked choke)          | CITC 3: Marked Territory               | 30 de septiembre de 2006 | 2     | 0:42   | Lincroft, Nueva Jersey, Estados Unidos        |                                                       |
| Derrota   | 3–2    | Mikey Gomez      | Sumisión (rear-naked choke)          | Absolute Fighting Championships 17     | 24 de junio de 2006      | 1     | 3:35   | Boca Raton, Florida, Estados Unidos           |                                                       |
| Victoria  | 3–1    | Brian King       | Sumisión (armbar)                    | Evento Independiente                   | 20 de mayo de 2006       | 1     | 3:27   | Toledo, Ohio, Estados Unidos                  |                                                       |
| Derrota   | 2–1    | Pete Spratt      | Decisión (unánime)                   | International Freestyle Fighting 1     | 6 de mayo de 2006        | 3     | 5:00   | Fort Worth, Texas, Estados Unidos             |                                                       |
| Victoria  | 2–0    | Joey Whitt       | KO (golpes)                          | GFL: Brawl at the Buckeye              | 10 de febrero de 2006    | 1     | 0:39   | Columbus, Ohio, Estados Unidos                |                                                       |
| Victoria  | 1–0    | Ricardo Martinez | Sumisión                             | Evento Independiente                   | 8 de octubre de 2005     | 1     | 2:54   | Lancaster, Ohio, Estados Unidos               |                                                       |